# 津島市の地名
- 愛知県 > 津島市 > 地名

津島市の地名では、同市内に存在する町名・大字を昭和の大合併以前の旧町村ごとに列挙する。括弧内の地名は旧自治体名・大字・町名、数字は編入年・成立年である。

## 旧津島町
同市は1947年、海部郡津島町に市制が敷かれることによって成立した。

### 市制当初の大字
市制当初は以下の大字があった。
- 津島
- 向島
- 中地
- 日光（1908年大字なしの区域[2]から成立）
- 古川（1925年佐織村[3]より編入）

このうち、向島・中地は1953年に町名設置(後述)によって廃止されている。

### 1953年の町名設置
1953年、区画整理により市内の3大字（津島・向島・中地）から以下の83町が設置された。
- 又吉町（津島）
- 天王通り（津島・向島）
- 弥生町（津島）
- 錦町（津島）
- 池麩町（津島）
- 今市場町（津島）
- 中野町（津島）
- 藤川町（津島）
- 本町（津島）
- 南本町（津島・中地）
- 永楽町（津島・中地）
- 大政町（津島）
- 明天町（津島）
- 瑞穂町（津島）
- 東洋町（津島）
- 常盤町（津島）
- 大慶寺町（津島・中地）
- 薬師町（津島）
- 皆戸町（津島）
- 舟戸町（津島）
- 西御堂町（津島）
- 筏場町（津島）
- 横町（津島）
- 片町（津島）
- 橋詰町（津島・向島）
- 金町（津島）
- 池須町（津島）
- 寿町（津島）
- 上河原町（津島）
- 高屋敷町（津島）
- 米町（津島）
- 城之越町（津島）
- 喜楽町（津島）
- 北町（津島）
- 松原町（津島）
- 兼平町（津島）
- 片岡町 （津島）
- 良王町（津島）
- 米之座町（津島）
- 宝町（津島）
- 昭和町（津島）
- 藤浪町（津島）
- 藤里町（津島）
- 西柳原町（津島）
- 柳原町（津島）
- 東柳原町（津島）
- 寺前町（津島）
- 高畑町（津島）
- 橘町（津島）
- 西愛宕町（津島）
- 愛宕町（津島）
- 元寺町（津島）
- 東愛宕町（津島）
- 杁前町（津島）
- 深坪町（津島）
- 埋田町（津島）
- 立込町（津島）
- 宮川町（津島）
- 城山町（向島）
- 観音町（向島）
- 河原町（向島）
- 申塚町（向島）
- 江川町（向島）
- 上之町（向島）
- 中之町（向島）
- 大和町（向島）
- 馬場町（向島）
- 浦方町（向島）
- 祢宜町[4]（向島）
- 神明町（向島）
- 江東町（向島）
- 南門前町（向島）
- 瑠璃小路町（向島）
- 上新田町（向島）
- 下新田町（向島）
- 河田町（向島）
- 松ケ下町（向島）
- 一本木町（向島）
- 江西町（向島）
- 老松町（向島）
- 大縄町（向島）
- 中地町（中地・向島）
- 東中地町（中地・向島）

### 1980年以降の町名設置
その後区画整理により以下の町が設置されている。
- 古川町（1980年、古川・立込町・埋田町）
- 新開町（1990年代頃、津島など）
- 南新開町（1990年代頃、津島など）

## 旧神守村
神守村は1955年津島市に編入され、村制時代の大字は津島市の町名に継承された。
| 藩政村             | 1889年（明治22年） | 1889年（明治22年） | 1906年（明治39年） | 1906年（明治39年） | 1955年（昭和30年） |
| ------------------ | ------------------ | ------------------ | ------------------ | ------------------ | ------------------ |
| 北神守村・南神守村 | 神守村             | 神守村             | 神守村             | 大字神守           | 神守町             |
| 百町村             | 百高村             | 大字百町           | 神守村             | 大字百町           | 百町               |
| 白浜村             | 百高村             | 大字白浜           | 神守村             | 大字白浜           | 白浜町             |
| 高台寺村           | 百高村             | 大字高台寺         | 神守村             | 大字高台寺         | 高台寺町           |
| 神尾村             | 益和村             | 大字神尾           | 神守村             | 大字神尾           | 神尾町             |
| 大坪村             | 益和村             | 大字大坪           | 神守村             | 大字大坪           | 大坪町             |
| 金柳村             | 益和村             | 大字金柳           | 神守村             | 大字金柳           | 金柳町             |
| 莪原村             | 益和村             | 大字莪原           | 神守村             | 大字莪原           | 莪原町             |
| 百島村             | 越治村             | 大字百島           | 神守村             | 大字百島           | 百島町             |
| 牛田村             | 越治村             | 大字牛田           | 神守村             | 大字牛田           | 牛田町             |
| 越津村             | 越治村             | 大字越津           | 神守村             | 大字越津           | 越津町             |
| 下切村             | 越治村             | 大字下切           | 神守村             | 大字下切           | 下切町             |
| 椿市村             | 越治村             | 大字椿市           | 神守村             | 大字椿市           | 椿市町             |
| 宇治村             | 越治村             | 大字宇治           | 神守村             | 大字宇治           | 宇治町             |
| 光正寺村           | 野間村             | 大字光正寺         | 神守村             | 大字光正寺         | 光正寺町           |
| 大木村             | 野間村             | 大字大木           | 神守村             | 大字大木           | 大木町             |
| 蛭間村             | 野間村             | 大字蛭間           | 神守村             | 大字蛭間           | 蛭間町             |
| 寺野村             | 野間村             | 大字寺野           | 神守村             | 大字寺野           | 寺野町             |
| 牧野村             | 野間村             | 大字牧野           | 神守村             | 大字牧野           | 牧野町             |
| 青塚村             | 野間村             | 大字青塚           | 神守村             | 大字青塚           | 青塚町             |
| 葉苅村             | 野間村             | 大字葉苅           | 神守村             | 大字葉苅           | 葉苅町             |

## 旧永和村
1956年、永和村の9大字のうち半右衛門新田・頭長・唐臼・鹿伏兎・中一色が津島市に編入され、
半右衛門新田・頭長が半頭町となり、残りは同市の町名に継承された。
| 藩政村       | 1889年（明治22年） | 1889年（明治22年） | 1906年（明治39年） | 1906年（明治39年） | 1956年（昭和31年） |
| ------------ | ------------------ | ------------------ | ------------------ | ------------------ | ------------------ |
| 半右衛門新田 | 神島田村           | 大字半右衛門新田   | 永和村             | 大字半右衛門新田   | 半頭町             |
| 頭長         | 神島田村           | 大字頭長           | 永和村             | 大字頭長           | 半頭町             |
| 唐臼村       | 神島田村           | 大字唐臼           | 永和村             | 大字唐臼           | 唐臼町             |
| 鹿伏兎村     | 神島田村           | 大字鹿伏兎         | 永和村             | 大字鹿伏兎         | 鹿伏兎町           |
| 中一色村     | 神島田村           | 大字中一色         | 永和村             | 大字中一色         | 中一色町           |

## 補足
1. ↑  旧・海東郡。
2. ↑  もと諸桑村字日光・宇治村字日光・下切村字日光・中一色村字日光。
3. ↑  佐織町を経て現・愛西市。
4. ↑  禰宜町とも書く。
5. ↑  残った鰯江新田・大野・大井は佐屋町（現・愛西市）に編入され、善太新田は佐屋町・蟹江町・十四山村（現・弥富市）に分割編入された。